# Campeonato Mundial de Atletismo de 2011 - 3000 m com obstáculos feminino

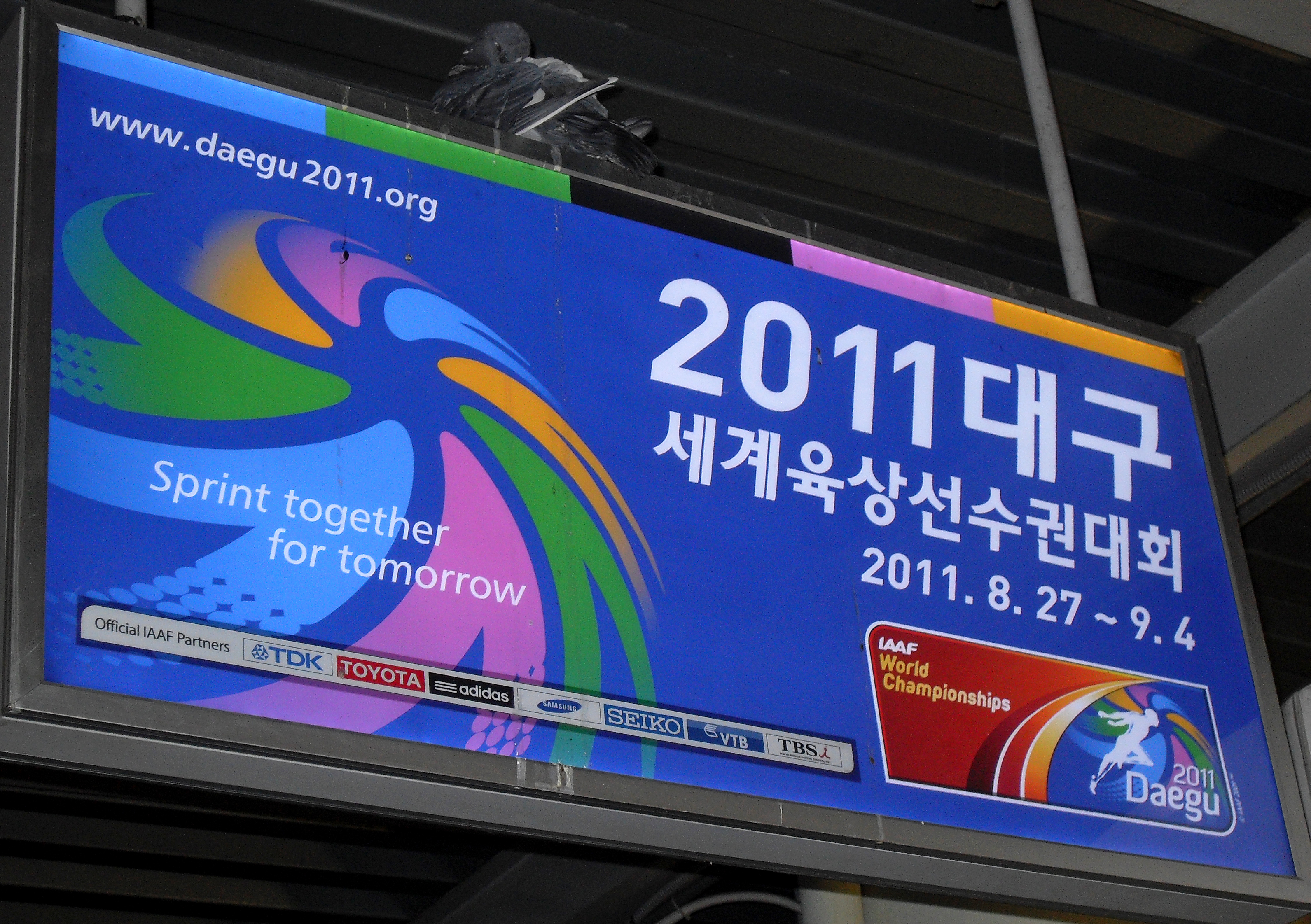
Pôster do Campeonato Mundial de Atletismo de 2011 na estação Dongdaegu.

A prova dos 3000 metros com obstáculos feminino do Campeonato Mundial de Atletismo de 2011 foi disputada entre os dias 27 e 30 de agosto  no Daegu Stadium, em Daegu

## Recordes
Antes desta competição, os recordes mundiais e do campeonato nesta prova eram os seguintes:
| Tipo                  | Atleta                   | Tempo   | Local  | Data                 | Ref |
| --------------------- | ------------------------ | ------- | ------ | -------------------- | --- |
|                       | Gulnara Samitova-Galkina | 8:58.81 | Pequim | 17 de agosto de 2008 | ver |
| Recorde do campeonato | Yekaterina Volkova       | 9:06.57 | Osaka  | 27 de agosto de 2007 | ver |

## Medalhistas
| Ouro                | Prata                      | Bronze              |
| Habiba Ghribi (TUN) | Milcah Chemos Cheywa (KEN) | Mercy Wanjiku (KEN) |

## Cronograma
| Data         | Hora  | Evento   |
| ------------ | ----- | -------- |
| 27 de agosto | 10:35 | Baterias |
| 30 de agosto | 21:20 | Final    |

Todos os horários são horas locais (UTC +9)

## Resultados

### Bateria
Qualificação: Os 4 de cada bateria (Q) e os 3 mais rápidos (q) avançam para a final. 
| Colocação | Atleta                | Tempo                     |
| --------- | --------------------- | ------------------------- |
| 1         | Habiba Ghribi         | 9 min 24 s 56             |
| 2         | Mercy Wanjiku Njoroge | 9 min 24 s 95             |
| 3         | Hanane Ouhaddou       | 9 min 25 s 96             |
| 4         | Birtukan Fente        | 9 min 28 s 82             |
| 5         | Fionnuala Britton     | 9 min 41 s 17             |
| 6         | Bridget Franek        | 9 min 43 s 09             |
| 7         | Korene Hinds          | 9 min 52 s 11             |
| 8         | Jana Sussmann         | 9 min 59 s 53             |
| 9         | Diana Martín          | 10 min 04 s 59            |
| 10        | Ángela Figueroa       | 10 min 06 s 00            |
| DSQ       | Binnaz Uslu           | 9 min 24 s 06 (NR) Doping |

| Colocação | Atleta                | Tempo          |
| --------- | --------------------- | -------------- |
| 1         | Sofia Assefa          | 9 min 32 s 48  |
| 2         | Lydia Jebet Rotich    | 9 min 36 s 70  |
| 3         | Emma Coburn           | 9 min 38 s 42  |
| 4         | Lyubov Kharlamova     | 9 min 40 s 04  |
| 5         | Cristina Casandra     | 9 min 51 s 00  |
| 6         | Gülcan Mingir         | 10 min 04 s 83 |
| 7         | Minori Hayakari       | 10 min 05 s 34 |
| 8         | Salima El Ouali Alami | 10 min 07 s 71 |
| 9         | Marcela Lustigová     | 10 min 12 s 54 |
|           | Mardrea Hyman         | DNF            |
| DSQ       | Sara Moreira          | 9 min 36 s 97  |

| Colocação | Atleta                | Tempo              |
| --------- | --------------------- | ------------------ |
| 1         | Milcah Chemos Cheywa  | 9 min 35 s 61      |
| 2         | Gesa Felicitas Krause | 9 min 35 s 83 (PB) |
| 3         | Birtukan Adamu        | 9 min 37 s 31 (SB) |
| 4         | Barbara Parker        | 9 min 38 s 21      |
| 5         | Beverly Ramos         | 9 min 45 s 50      |
| 6         | Stephanie Garcia      | 9 min 53 s 47      |
| 7         | Stephanie Reilly      | 9 min 55 s 49      |
| 8         | Sandra Eriksson       | 10 min 03 s 20     |
| 9         | Svitlana Shmidt       | 10 min 14 s 16     |
| 10        | Iríni Kokkinaríou     | 10 min 15 s 18     |
| DSQ       | Yuliya Zaripova       | 9 min 35 s 80      |

### Final
A final teve inicio ás 20:20 
| Colocação         | Atleta                    | Nacionalidade  | Tempo    | Notas      |
| ----------------- | ------------------------- | -------------- | -------- | ---------- |
| Medalha de ouro   | Habiba Ghribi             | Tunísia        | 9:11.97  | NR         |
| Medalha de prata  | Milcah Chemos Cheywa      | Quênia         | 9:17.16  |            |
| Medalha de bronze | Mercy Wanjiku             | Quênia         | 9:17.88  |            |
| 4                 | Lydia Rotich              | Quênia         | 9:25.74  |            |
| 5                 | Sofia Assefa              | Etiópia        | 9:28.24  |            |
| 6                 | Hanane Ouhaddou           | Marrocos       | 9:32.36  |            |
| 7                 | Gesa Felicitas Krause     | Alemanha       | 9:32.74  | PB         |
| 8                 | Birtukan Fente            | Etiópia        | 9:36.81  |            |
| 9                 | Lyubov Kharlamova         | Rússia         | 9:44.14  |            |
| 10                | Emma Coburn               | Estados Unidos | 9:51.40  |            |
| 11                | Barbara Parker            | Grã-Bretanha   | 9:56.66  |            |
| 12                | Birtukan Adamu            | Etiópia        | 10:05.10 |            |
|                   | Yuliya Zarudneva Zaripova | Rússia         | 9:07.03  | WL, Doping |
|                   | Binnaz Uslu               | Turquia        | 9:31.06  | Doping     |
| 99                | Sara Moreira              | Portugal       | DQ       | Doping     |

Legenda
| Recorde mundial       | Recorde mundial (World record)               |                       | Recorde africano                      | Recorde africano (African) |                                           | Q | Classificado por posição (Qualified) |
| Recorde do campeonato | Recorde do campeonato (Championship record)  | Recorde da América    | Recorde da América (Americas)         | q                          | Classificado por melhor tempo (Qualified) |   |                                      |
| Melhor marca do ano   | Melhor marca do ano (World leading)          | Recorde asiático      | Recorde asiático (Asian)              | DNS                        | Não largou (Did not start)                |   |                                      |
| Recorde nacional      | Recorde nacional (National record)           | Recorde europeu       | Recorde europeu (European)            | DNF                        | Não terminou (Did not finish)             |   |                                      |
| Recorde pessoal       | Recorde pessoal do atleta (Personal best)    | Recorde da Oceania    | Recorde da Oceania (Oceania)          | DSQ / DQ                   | Desclassificado (Disqualified)            |   |                                      |
| Recorde da temporada  | Recorde da temporada do atleta (Season best) | Recorde sul-americano | Recorde sul-americano (South America) | NM                         | Sem marca (No mark)                       |   |                                      |